# Onesia muscaria
Onesia muscaria este o specie de muște din genul Onesia, familia Calliphoridae. A fost descrisă pentru prima dată de Jaennicke în anul 1867. Conform Catalogue of Life specia Onesia muscaria nu are subspecii cunoscute.